# Sanmarinské euromince

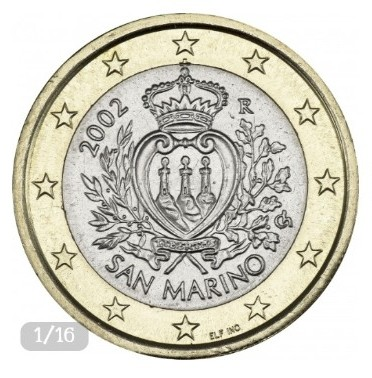
Národní strana Sanmarinské 1€ mince (1. série)

Sanmarinské euromince jsou v oběhu od 1. ledna 2002. San Marino není členem Evropské unie ani Evropské měnové unie, ale díky měnové unii s Itálií smí razit své originální euromince. Pro jejich nevelké množství jsou cenným artiklem obchodu mezi sběrateli.

## První série (2002-2016)
Každá mince zobrazuje jiný motiv, ale všechny byly navrženy hamburským sochařem Františkem Chocholou. Zobrazují motivy z historie a budovy San Marina a na mincích lze najít iniciálu zmíněného umělce („Ch“). Motivy všech mincí zobrazují také nápis „San Marino“, 12 hvězd symbolizujících Evropskou unii, písmeno „R“ jako římská mincovna (Istituto Poligrafico e Zecca Dello Stato) a vpravo dole iniciály rytce „ELF“ (Ettore Lorenzo Frapiccini) a zkratka „INC“ (to znamená vyryto).

## Druhá série (2017-)
Každá mince zobrazuje jiný motiv, jejich autor je Arno Ludwig. Zobrazují motivy z historie a budovy San Marina a na mincích lze najít iniciálu zmíněného umělce („AL“). Motivy všech mincí zobrazují také nápis „San Marino“, 12 hvězd symbolizujících Evropskou unii, písmeno „R“ jako římská mincovna (Istituto Poligrafico e Zecca Dello Stato).

## Pamětní mince

### Dvoueurové oběžné mince
Následující tabulka zahrnuje 2€ pamětní mice vydané mezi roky 2004 a 2024.
1. 2004 - Bartolomeo Borghesi
2. 2005 - Světový rok fyziky 2005
3. 2006 - 500. výročí smrti Kryštofa Kolumba
4. 2007 - 200 let od narození Giuseppe Garibaldiho
5. 2008 - Evropský rok mezikulturního dialogu
6. 2009 - Evropský rok tvořivosti a inovací
7. 2010 - 500 let od úmrtí Sandra Botticelli
8. 2011 - 500. výročí narození italského malíře Giorgia Vasariho
9. 2012 - 10 let od zavedení eura jako hotovostní měny
10. 2013 - 500. výročí úmrtí italského malíře Pinturicchia
11. 2014 - 500. výročí úmrtí renezančního architekta Donata Bramanteho
12. 2014 - 90 let od úmrtí Giacoma Pucciniho
13. 2015 - 750. výročí narození básníka Danta Alighieriho
14. 2015 - 25. výročí znovusjednocení Německa
15. 2016 - 550 let od úmrtí Donatella
16. 2016 - 400 let od úmrtí Williama Shakespeara
17. 2017 - 750. výročí narození Giotta di Bondone
18. 2017 - Mezinárodní rok udržitelného cestovního ruchu pro rozvoj
19. 2018 - 500. výročí narození Tintoretta
20. 2018 - 420. výročí narození Giana Lorenza Berniniho
21. 2019 - 500. výročí smrti Leonarda da Vinciho
22. 2019 - 550. výročí úmrtí Filippa Lippiho
23. 2020 - 500. výročí úmrtí Raffaela
24. 2020 - 250. výročí úmrtí Giambattisty Tiepola
25. 2021 - 450. výročí narození Caravaggia
26. 2021 - 550. výročí narození Albrechta Dürera
27. 2022 - 200. výročí úmrtí Antonia Canovy
28. 2022 - 530. výročí úmrtí Piera della Francescy
29. 2023 - 500. výročí úmrtí Lucy Signorelli
30. 2023 - 500. výročí úmrtí Perugina
31. 2024 - 50. výročí Deklarace občanských práv a základních zásad San Marina
32. 2024 - 530. výročí úmrtí Domenica Ghirlandaia